# Biblioteca pública Julio Mario Santo Domingo
El Centro Cultural Biblioteca Pública Julio Mario Santo Domingo es un importante complejo cultural de Bogotá. Está conformado por una biblioteca, un teatro para conciertos, espectáculos y montajes teatrales, un teatro estudio, salas de internet y otros servicios. Se encuentra en la localidad de Suba, en el parque zonal San José de Bavaria, en la calle 170 con carrera 67 de Bogotá. Está rodeado por un parque de 5,5 hectáreas zonas verdes arborizadas, senderos peatonales y juegos infantiles. 

## Teatro Mayor

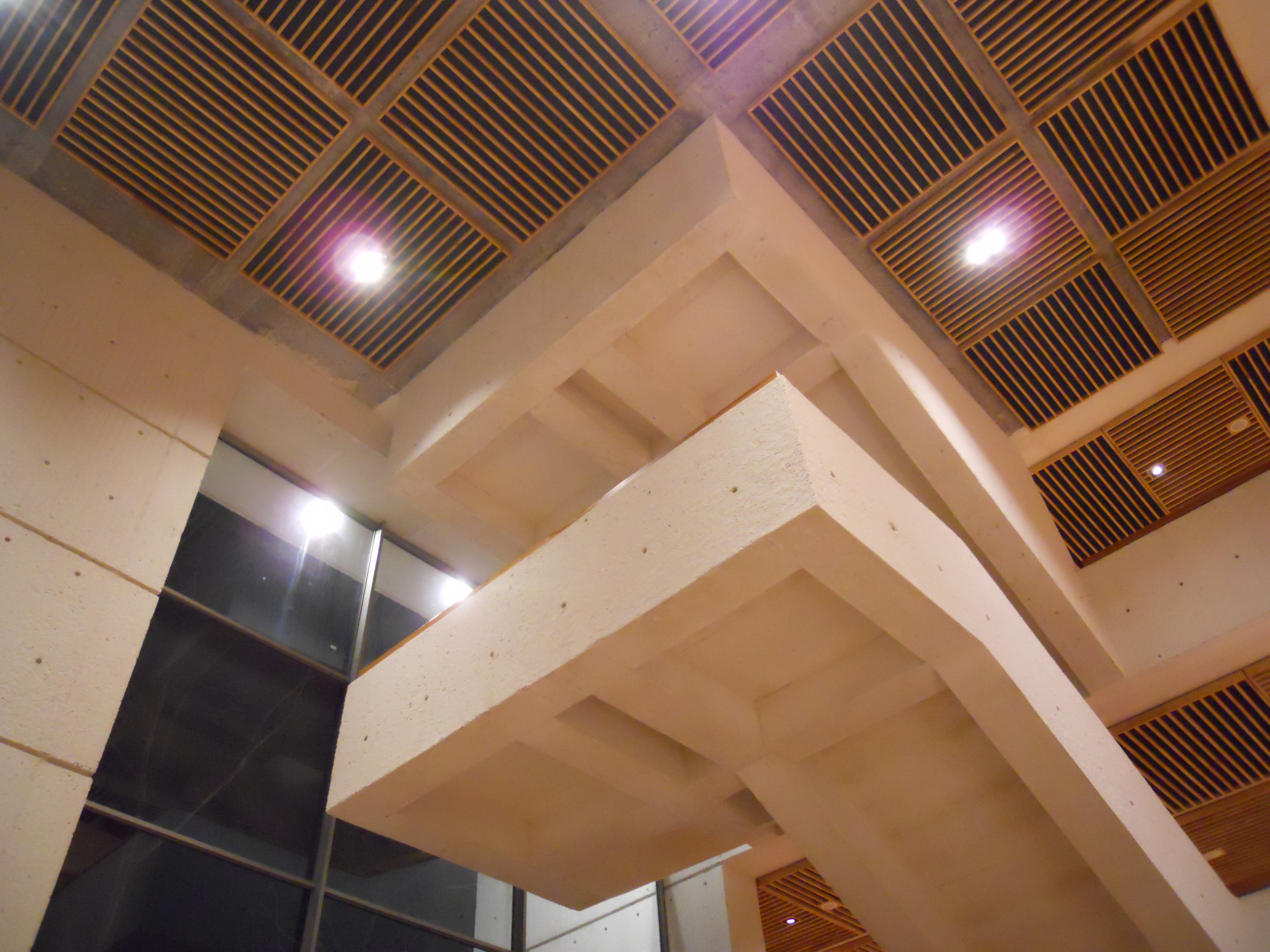
Escaleras en el Teatro Mayor.

En su estructura de tres niveles, el Teatro Mayor tiene capacidad para 1.332 personas. Puede albergar espectáculos de ópera, conciertos, obras de teatro y musicales. El telón de boca fue diseñado por el artista Juan Cárdenas. Cuenta con 5 camerinos y vestuarios, y un cuarto verde para realizar los calentamientos previos a la presentación. El foso de orquesta tiene capacidad para 75 músicos y está conformado por dos plataformas móviles que permiten subir y bajar a la orquesta. También tiene 49 barras para subir y bajar luces, escenografías y telones conocidas como calles, dos puentes de iluminación, y un espacio para seguidoras de luces. 

## Biblioteca
La cuarta biblioteca mayor de BibloRed abrió sus puertas el 26 de mayo de 2010 con tecnología de punta y una infraestructura con capacidad para 1,2 millones de habitantes de la capital.
La biblioteca cuenta con 10 salas especializadas. Para primera infancia y niñez se encuentran las salas: Bebeteca, Sala infantil y Ludoteca; jóvenes y adultos están dispuestas la Sala General de Lectura, Sala de Internet y Multimedia, Sonoteca y Videoteca. Los usuarios pueden encontrar un ambiente virtual personalizado en cada una de las salas, con sitios de navegación relacionados con los servicios de información que se ofrece en cada una de estas. 
También cuenta con herramientas multimedia como tableros interactivos en las dos Aulas Múltiples y Salas de Capacitación; equipos de videoconferencia, para eventos simultáneos en las cuatro bibliotecas mayores; 20 puntos para la reproducción de video, compatibles con tecnología Blueray. Acceso a Internet desde cualquier punto de la Biblioteca.
Es así como la tecnología también está dispuesta para las personas con discapacidad visual y auditiva, a través del software Jaws de lectura de pantalla, máquinas inteligentes de lectura de los volúmenes e impresoras Braille, equipos que están dispuestos también en las Bibliotecas Públicas Virgilio Barco, Parque El Tunal (en donde se encuentra la Sala para personas sordo-ciegas) y El Tintal Manuel Zapata Olivella.

## Teatro estudio
El Teatro Estudio es una sala de teatro experimental libre para la creación y una apuesta para los nuevos lenguajes artísticos. Tiene una capacidad para 363 espectadores. Cuenta con una gradería retráctil de 208 sillas.

## El proyecto
El proyecto se realizó bajo el convenio de cooperación interinstitucional entre la familia Santo Domingo y la Secretaría de Educación, el Departamento Administrativo de la Defensoría del Espacio Público, el Departamento Administrativo de Planeación Distrital, la Secretaría de Cultura, Recreación y Deporte, el Instituto Distrital de Recreación y Deporte, Bibloamigos y el Instituto de Desarrollo Urbano.
El encargado de realizar el proyecto fue el arquitecto colombiano Daniel Bermúdez.

## Construcción
La construcción comenzó en 2007 y terminó el 26 de mayo de 2010. Esta Biblioteca es una de las más grandes de Bogotá. En el proceso de construcción se invirtieron más 50.000 millones de pesos. La obra tiene 23.000 m² y dos teatros. El Teatro Mayor con capacidad para 1.332 espectadores y el Teatro Estudio con capacidad para 363 personas.

## Servicios urbanos
Así mismo funcionan las siguientes rutas urbanas del SITP en los costados externos a la estación, circulando por los carriles de tráfico mixto sobre la Calle 170 y la  Avenida Boyacá, con posibilidad de trasbordo usando la tarjeta TuLlave:
| Código | Sector              | Dirección            | Rutas |
| ------ | ------------------- | -------------------- | --- |
| 013A02 | C Teatro Mayor      | Av Cll 170-Kr 65     | - B130 Cardioinfantil - B144 Clínica El Bosque - B161 Unicentro - B162 San Cristóbal Norte - B917 Terminal Norte |
| 336A02 | C U. Antonio Nariño | Av Calle 170 - KR 65 | - C130 Suba Berlín - C145 Bilbao - C161 Villa Gloria - C162 Villa Gloria - C917 Santa Cecilia                    |